# Karak (Syria)
Karak (arab. كرك) – miejscowość w Syrii, w muhafazie Aleppo. W 2004 roku liczyła 1260 mieszkańców.